# رافائل اگوسکیسا
رافائل اگوسکیسا (اسپانیایی: Rafael Egusquiza‎; ۱۴ ژوئیهٔ ۱۹۳۵ – ۱ ژوئن ۲۰۱۷) بازیکن هاکی روی چمن اهل اسپانیا بود.